# 內明卡河
內明卡河（羅馬化：Neminka）是烏克蘭的河流，位於該國西南部文尼察州，屬於索布河的左支流，流經佳洪和內門卡，河道全長16公里，流域面積65平方公里。